# استوچینا
استوچینا (به لاتین: Stožina) یک کوه در مونته‌نگرو است که در مونته‌نگرو واقع شده‌است. استوچینا ۱٬۹۰۸ متر بالاتر از سطح دریا واقع شده‌است.